# Амеен, Элин
Элин Амеен (швед. Elin Améen, 22 июля 1852 — 17 июня 1913) — шведская писательница.

## Биография
Элин Амеен родилась в Карлскруне в 1852 г. в семье Георга и Вильгельмины Амеенов. Георг Амеен был известным в городе чиновником, издателем либеральной газеты Najaden, выходившей с 1838 по 1852 гг. В 1853 г. В 1853 г. Георг Амеен получил новую должность, и Амеены переехали в Стокгольм, а в 1876 г. — в Сёдертелье. Георг Амеен скончался в 1898 г., а Вильгельмина — в 1903 г. После смерти родителей Элин Амеен прожила в одиночестве в одиночестве и ушла из жизни в 1913 г.
Первая книга Элин Амеен Träldom och andra berättelser och skisser («Рабство и другие рассказы и зарисовки») была выпущена Альбертом Бонниером в 1885 году. Несмотря на то, что книгу плохо покупали, дебют писательницы заметили, и она была принята в женскую ассоциацию Nya Idun. Следующую книгу — Lifsmål, тоже являвшуюся сборником рассказов и зарисовок — она написала только в 1891 г. В том же году она опубликовала повесть Befriad в газете Ur dagens krönika, также входившую в сборник Lifsmål. Обзор этой повести был напечатан в британском журнале Review of Reviews, и она настолько впечатлила американскую актрису Элизабет Робинс, что та перевела её на английский язык и переделала в пьесу. Пьеса под названием Alan’s Wife («Жена Алана») была поставлена в 1893 г. в лондонском The Independent Theatre, и Элизабет Робинс сыграла в ней главную роль. Эта пьеса под названием En Moder, повествующая о тяжёлой жизни жены рабочего, была опубликована Бонньером в 1895 г., но её поставили на сцене Королевского драматического театра только в 1903 г.
Следующая повесть Элин Амеен, Frihet, вошла в сборник Iduns romanbibliotek в 1893 г., а книга Bergtagen och andra berättelser och skisser — опубликована издательством Бейер, к сотрудничеству с которым перешла Элин, в 1898 г. Последняя книга Элин Амеен, Grevinnan Dora, вышла в 1914 г. уже после её смерти.